# Lowell McAdam
Lowell Clayton McAdam, född 28 maj 1954, är en amerikansk ingenjör och företagsledare som är styrelseordförande för telekommunikationsföretaget Verizon Communications, Inc. Dessförinnan var han anställd hos den amerikanska flottans armékår U.S. Navy Civil Engineer Corps och arbetat för Pacific Bell Telephone Company, Airtouch/Vodafone Airtouch, Primeco Personal Communications och sedan 2000 för just Verizon, där han bland annat varit COO, president och VD.
McAdam satt som ledamot i koncernstyrelsen för konglomeratet General Electric Company mellan 2016 och 2017.
Han avlade en kandidatexamen i ingenjörsvetenskap vid Cornell University och en master of business administration vid University of San Diego.